# Congreso Mundial de Intelectuales en Defensa de la Paz

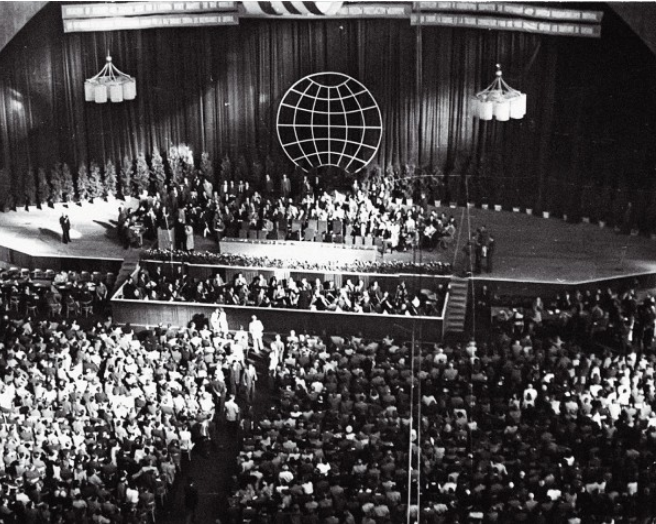
Apertura del Congreso el 25 de agosto de 1948.

El Congreso Mundial de Intelectuales en Defensa por la Paz tuvo lugar entre el 25 y el 28 de agosto de 1948 en el auditorio principal de la Universidad Politécnica de Breslavia, en Polonia. En él participaron 400 delegados de 46 países. Su objetivo era convencer a la opinión pública mundial de que los países comunistas apoyaban la paz y que Occidente era su amenaza. Durante su desarrollo, hubo un conflicto abierto entre la delegación soviética y los intelectuales occidentales, algunos de los cuales abandonaron la asamblea en protesta.
El Congreso fue parte de otro evento de propaganda, la Exposición de los Territorios Recuperados, que se venía celebrando también en Breslavia y cuyo objetivo -no oficial- era el de mostrar el empuje del pueblo polaco y la recuperación de su territorio por parte de los nazis tras la Segunda Guerra Mundial.

## Contexto histórico
La propuesta de convocar este Congreso comenzó a fraguarse tras el final de la Segunda Guerra Mundial, con el escenario preparado para la siguiente etapa político militar que vendría con la Guerra Fría, con la tensión entre los Estados Unidos, que había realizado sus primeras pruebas atómicas con armas nucleares, y la Unión Soviética. En Moscú interesaba unir a las naciones en defensa de la paz y elaborar un frente común con tantos aliados potenciales como fuera posible. La política exterior soviética también funcionó en esta dirección.
En 1947, intelectuales franceses de izquierda, incluidos Frédéric Joliot-Curie y Paul Éluard, publicaron un manifiesto en el que pedían medidas efectivas para desarmar a Alemania y pidieron a la comunidad intelectual internacional que lo apoyara. En la primavera de 1948, esta llamada de unir esfuerzos para defender la paz mundial y para establecer relaciones de amistad entre los Estados Unidos y la Unión Soviética fue publicado en la revista soviética Literaturnaya gazeta, siendo apoyado  por parte de los científicos americanos de izquierda, que se reunieron en torno a la revista Literaturnaya gazeta, de corte marxista, para defender su postulado desde el otro lado del océano Atlántico.
En Polonia, los comunistas estaban consolidando gradualmente su poder, suprimiendo la actividad política de los partidos de derechas, que llegaron a ser prohibidos. En enero de 1947, en la primera elección parlamentaria el candidato impuesto por Stalin ganó 417 de los 434 asientos del parlamento, acabando definitivamente con toda oposición. Muchos miembros de los partidos de la oposición, incluido Stanisław Mikołajczyk, abandonaron el país. Los gobiernos occidentales no protestaron, lo que llevó a muchos anticomunistas a hablar de una traición. En el mismo año, el nuevo legislativo creó la Pequeña Constitución de 1947, y en los dos siguientes años los comunistas aseguraron su control del poder monopolizando el poder político en Polonia bajo el Partido Obrero Unificado Polaco, creado después del Congreso, a finales de 1948.

## Preparativos
El principal ideador del congreso en Polonia fue el activista y escritor comunista Jerzy Borejsza, quien luego se convirtió en secretario general del evento. Según otras fuentes, Mieczysław Bibrowski, el corresponsal francés de la Agencia de Prensa Polaca, había tenido dicha idea y se la había hecho llegar a Borejszy. Los organizadores quisieron coger como principal referencia el primer Congreso Internacional de Escritores para la Defensa de la Cultura, que tuvo lugar en 1935 en París. La idea fue aceptada por el ideólogo soviético Andréi Zhdánov, quedando el comité organizador establecido en junio de 1948 y formado por miembros polacos y franceses, incluidos Irène y Frédéric Joliot-Curie, Le Corbusier, Kazimierz Ajdukiewicz, Maria Dąbrowska, Zofia Nałkowska, Xawery Dunikowski, Tadeusz Kotarbiński y Jan Parandowski.
Los preparativos para el Congreso costaron al país polaco 100 millones de eslotis de la época. Los temas de los discursos y la selección de oradores fueron cuidadosamente planificados. Además de los informes que condenaban el imperialismo estadounidense, también se encontró un lugar para combatir el fascismo y el clericalismo. También se determinó el número de delegaciones: la delegación soviética de cincuenta miembros debía ser la más numerosa, seguida de las delegaciones de Francia, Italia y Gran Bretaña, que tendrían entre 35 y 40 personas cada una, seguida de las delegaciones de Hungría y Checoslovaquia, de unas 30 personas, y las delegaciones de Rumania y Bulgaria 15 personas cada una. También se planeó que el Congreso estableciera un premio de paz que pudiera competir con el Premio Nobel.

## Participantes

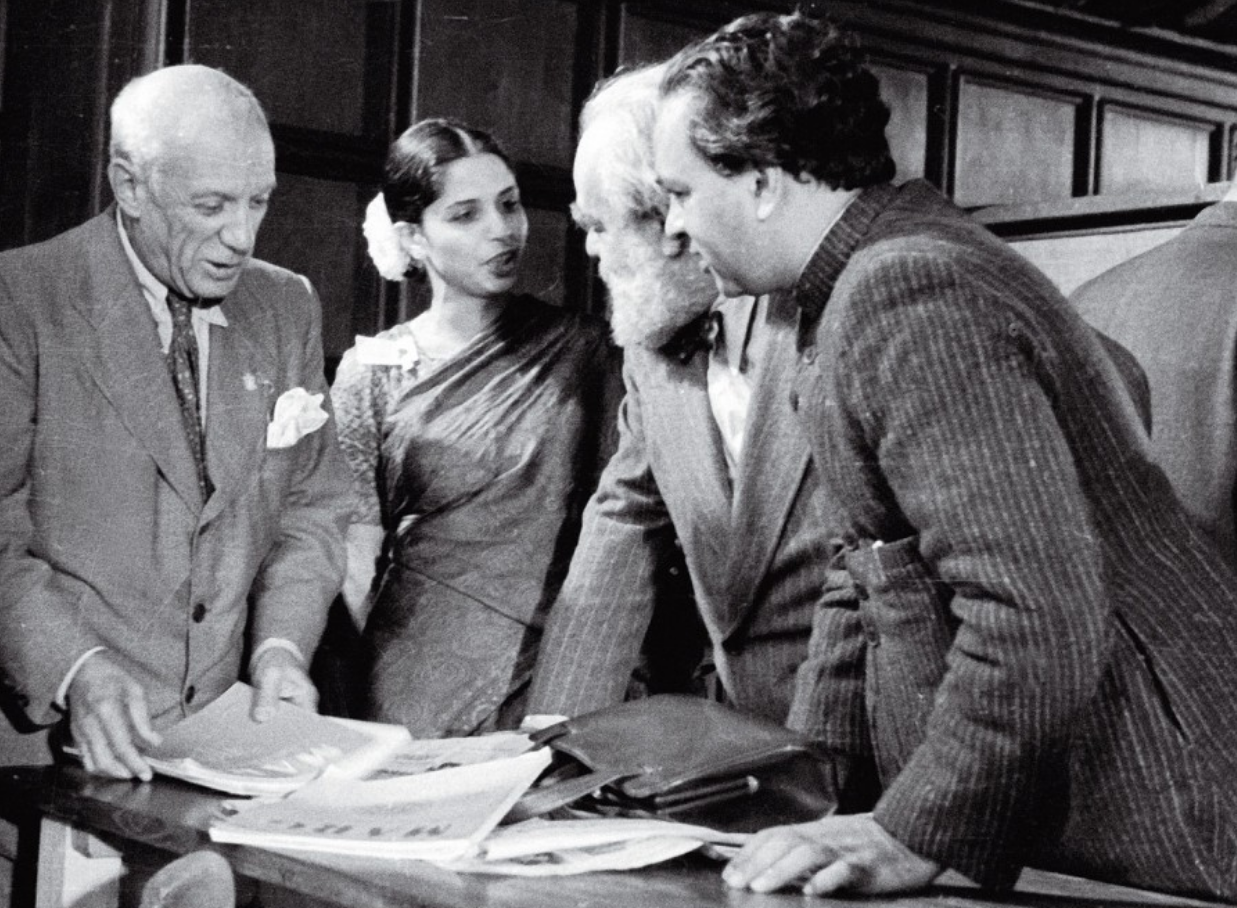
Pablo Picasso, junto a Minnette de Silva, Jo Davidson y Mulk Raj Anand, durante el Congreso.

Al Congreso asistieron muchos de los representantes de la élite cultural y científica de Europa y del resto del mundo, principalmente con puntos de vista izquierdistas. Entre los asistentes internacionales destacaron Irène Joliot-Curie, Pablo Picasso, Julian Huxley, Georg Lukács, Fernand Léger, Roger Vailland, Salvatore Quasimodo, Paul Éluard, Martin Andersen Nexø, Julien Benda, Bertolt Brecht, Graham Greene o Jean Bruller. Por el lado soviético estuvieron Aleksandr Fadéyev, Ilyá Ehrenburg o Mijaíl Shólojov. Entre los asistentes polacos estaban Kazimierz Ajdukiewicz, Józef Chałasiński, Jan Czekanowski, Jan Dembowski, Ludwik Hirszfeld, Tadeusz Kotarbiński, Julian Krzyżanowski, Stanisław Ossowski, Wacław Sierpiński, Władysław Broniewski, Hugo Steinhaus, Jan Parandowski, Ewa Bandrowska-Turska, Maria Dąbrowska, Jarosław Iwaszkiewicz, Leon Kruczkowski, Zofia Nałkowska, Antoni Słonimski, Julian Tuwim, Grzegorz Fitelberg o Andrzej Panufnik.
Se dudó de si el poeta francés Louis Aragon llegó a asistir, pues las fuentes son contradictorias al respecto. También acudió una delegación episcopal al Congreso, hecho que fue silenciado a los medios de comunicación.
Por parte de los Estados Unidos acudieron el periodista Fred Kirchwe, algunas organizaciones y asociaciones de ayuda a los refugiados en los países ocupados, O. John Rogge, exfiscal general adjunto despedido por la administración Truman, y el profesor Otto Nathan, amigo personal de Albert Einstein, quien remitió una carta celebrando la realización de dicho Congreso, pero al que no acudió.
No todos aceptaron la invitación al Congreso. Más tarde, el escritor y ministro de Cultura de la RDA, Johannes R. Becher, dijo Johannes Becher , dijo: Iré a Breslavia, pero no a Breslavia, haciendo hincapié en la diferencia entre la ciudad polaca y la Universidad, centro del Congreso, en la misma urbe. Debido a que los organizadores decidieron no hacer que el Congreso fuera demasiado oficial, no invitaron al presidente Bolesław Bierut.
El Congreso estuvo presidido por Irène Joliot-Curie, Julian Huxley (entonces director general de la UNESCO), los escritores Aleksandr Fadiejew y Martin Andersen Nexø, y el pintor Renato Guttuso. Jerzy Borejsza fue elegido secretario general.

## Desarrollo del Congreso

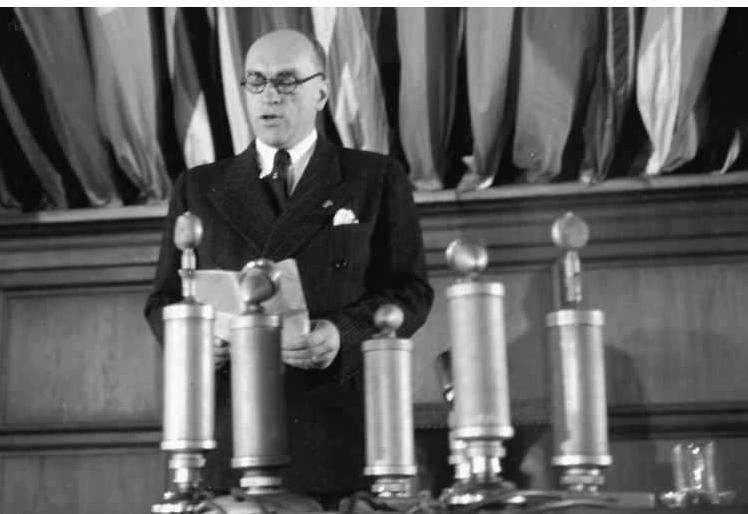
El escritor polaco Jarosław Iwaszkiewicz durante un discurso en el Congreso.

### Discurso de apertura
Hubo muchos enfrentamientos ideológicos en el tiempo que duró el Congreso. El delegado soviético y copresidente del evento, Fadiejew, dijo en el discurso de apertura, entre otras cosas, que "los grilletes de los imperialistas estadounidenses deben convertir el mundo en una estación de policía, y su población en esclavos de la capital". También llegó a criticar la cultura estadounidense y a afirmar que sus políticos eran seguidores de Goebbels. Denostó a escritores como André Malraux, al que llamó "un belicista y un alabador de la bomba atómica", a Eugene O'Neill le tachó de "agente imperialista" y Henry Miller de "autor de romances pornográficos".. Según el correspondiente británico Olaf Stapledon, la esencia del conflicto entre la Unión Soviética y los Estados Unidos no consistió en la lucha del comunismo contra el capitalismo, sino de la separación abisal entre la cultura de ambos bandos. Esta crónica, severamente criticada por la delegación soviética, fue requisada y censurada, evitando su difusión en los medios posteriormente.
Este discurso causó reacciones extremas. Fadiejew fue respondido por el profesor e historiador de la Universidad de Oxford, Alan Taylor, quien explicó que la tarea de los intelectuales es predicar la tolerancia y el consentimiento, no el odio, y que comparar la democracia estadounidense con el fascismo es inaceptable. "No puedo quedarme en silencio cuando escucho que se falsifica la historia ", dijo. The New York Times calculó que Taylor fue el único en abogar por la libertad detrás del Telón de Acero, expresión acuñada por Winston Churchill. Cuando los exponentes occidentales respondieron a los soviéticos, Fadiejew se quitó ostentosamente los auriculares para no escucharles. Los delegados del Reino Unido y de los Estados Unidos estaban considerando abandonar el Congreso. Algunos decidieron salir del hemiciclo y hablar parejamente en una sala de reuniones y debatir sobre qué hacer. Otros, directamente, se marcharon, como Julian Huxley y Alan Taylor.

### Siguientes jornadas
En el segundo día del Congreso, el escritor brasileño Jorge Amado e Ilyá Ehrenburg tomaron el turno de palabra, siendo respondidos con una gran ovación. El tercer día de Congreso habló la delegación alemana, dirigidos por Anna Seghers y Alexander Abusch, cuyo discurso se mantuvieron en un tono de humildad y esperanza para un futuro diferente. El mismo día, Picasso pronunció un discurso solicitando la liberación del arresto domiciliario y la abolición de la censura para el poeta chileno Pablo Neruda.
Albert Einstein, invitado al Congreso, no asistió, limitándose al mensaje enviado por el profesor Otto Nathan. En el mensaje de Nathan se postuló que los países deberían ocuparse sólo de sus problemas (refiriéndose a la política interna), mientras que la política internacional debería ser supervisada por organismos internacionales capaces de resolver los conflictos, entre ellos el de las armas nucleares. El mensaje, contrario a los objetivos de los organizadores, no fue leído, sólo se prometió que se publicaría en las actas del Congreso, algo que tampoco sucedió. Sí pudo ser leído, gracias a que The New York Times lo publicó.

## Resolución final
El Congreso terminó con una resolución dirigida a intelectuales de todo el mundo. La delegación soviética, que preparó la resolución, se vio obligada a hacer concesiones de gran alcance. La resolución finalmente adoptada contenía, entre otros términos, que "la cultura de los países europeos que han hecho una gran contribución a los logros mundiales de la humanidad está en peligro de perder su rostro nacional [...] Las personas que adoptaron los métodos del fascismo practican la discriminación racial en sus países, persiguen a destacados representantes de la ciencia y el arte [...] Alzamos la voz en defensa de la paz, en defensa del libre desarrollo cultural de las naciones, en defensa de su independencia nacional, su estrecha cooperación y amistad". 371 de los 391 delegados presentes votaron a favor de dicha resolución.

## Valoración
En general, el Congreso fue evaluado positivamente, aunque aparecieron errores de organización, por ejemplo, durante un día de la reunión, la delegación británica no pudo entrar al hemiciclo donde se celebraba. Una foto de los británicos, sentados en las escaleras del edificio politécnico, fue publicada por la prensa italiana. El Congreso fue un evento de propaganda de los comunistas soviéticos y polacos dirigidos contra el imperialismo estadounidense. También formó parte de una serie de acciones llamadas "movimiento por la paz" dirigidos por Stalin para la inhibición de la investigación nuclear en Occidente, en ausencia de sus propias armas nucleares.
Al evaluar las deliberaciones del Congreso, Jan Parandowski declaró que los hablantes eran esclavos de sus textos, que no podían acortar adecuadamente, que los traductores eran pobres y que el caos lingüístico impedía la discusión. Maria Dąbrowska escribió que el Congreso era sólo una "prueba de que Rusia aún no tiene una bomba atómica, y por lo tanto se esfuerza por movilizar a todas las fuerzas [...] para romper la preparación de la guerra en todos los países excepto el propio". El Congreso fue criticado por los círculos de derecha, la organización anticomunista polaca Libertad e Independencia emitió un folleto acusando a las autoridades de mezclar la paz con la lucha contra el imperialismo. Eventos similares en esta escala ya no tuvieron lugar en la Polonia comunista. El resultado de la diversidad política del Congreso finalmente no fue aceptada ni asimilada por las autoridades comunistas.
Posterior a su finalización, el equipo del Congreso eligió un Comité internacional permanente de intelectuales en defensa de la paz, que estableció su sede en París. El Congreso pidió el establecimiento de sucursales nacionales y la celebración de reuniones nacionales similares al Congreso Mundial. De conformidad con esta política, acabaría gestándose el Consejo Mundial de la Paz, que durante décadas intentó influir en el movimiento de paz mundial para apoyar una postura más prosoviética y antiestadounidense. En marzo de 1949, en la ciudad de Nueva York, se celebró una Conferencia Científica y Cultural para la Paz Mundial en la ciudad de Nueva York en marzo de 1949, que los conferenciantes estadounidenses trataron de llevarla al campo pro-americano y antisoviético.